# La Roche-Vineuse
La Roche-Vineuse är en kommun i departementet Saône-et-Loire i regionen Bourgogne-Franche-Comté i östra Frankrike. Kommunen ligger i kantonen Mâcon-Nord som tillhör arrondissementet Mâcon. År 2022 hade La Roche-Vineuse 1 571 invånare.

## Befolkningsutveckling
Antalet invånare i kommunen La Roche-Vineuse
| Referens: INSEE |